# Польская сибириада
«Польская сибириада» (пол. Syberiada polska) — польский фильм 2013 года, снятый Янушем Заорским.

## Сюжет
Фильм повествует о поляках, украинцах, евреях — жителях деревни Красный Яр. На их судьбы зрители смотрят глазами юного Сташека Долины, который попадает в Сибирь вместе с отцом, матерью и братом. Обстоятельства заставляют его переоценить свою жизнь, рано повзрослеть и принимать решения, ставкой которых будет жизнь его близких.
Вместе со своими товарищами по несчастью он начинает тяжёлую борьбу за выживание, в которой самым опасным противником будет не террор НКВД, а безжалостная природа. Жгучие морозы зимой и тучи мошкары летом, смертельный голод и бушующие эпидемии болезней. Единственный шанс всё это пережить — помощь друг другу.
Несмотря на национальные различия, поляки, русские, евреи, украинцы, буряты вынуждены вместе сопротивляться выпавшим на их долю испытаниям…

## Съемки
Производством картины занималась польская студия Satchwell Warszawa. Съемки фильма продолжались с января 2010 года по июль 2011 года. Большинство эпизодов были сняты в Польше. Но по просьбе автора книги Збигнева Домино, по одноимённой книге которого снят фильм, часть сцен была снята в Красноярске, а также в селе Барабаново Красноярского края.

## В ролях
| Актёр               | Роль             |
| ------------------- | ---------------- |
| Адам Воронович      | Ян Долина        |
| Павел Круч          | Стас Долина      |
| Марцин Валевски     | Тадзё Долина     |
| Андрей Журба        | Савин            |
| Соня Бохосевич      | Ирэна            |
| Игорь Гнездилов     | Степан Барабанов |
| Наталья Рыбицкая    | Сильвия          |
| Ментай Утепбергенов | Федосей          |